# HD 131399 Ab
HD 131399 Ab曾被認定是一顆環繞三合星系統HD 131399中的成員恆星HD 131399 A的太陽系外行星，推測其距離地球約320光年，天球上位於半人馬座。最初將其視為行星時，認為它與該三合星系統的另外兩顆恆星相互環繞，並且一起環繞著恆星HD 131399 A運行。然而2017年至2022年逐步證實HD 131399 Ab應為背景恆星而非行星，因此並非在該三合星系統之下運行，其光譜近似橙矮星或紅矮星，由於擁有異常高的自行運動（位於移動速度最快的前4%恆星中）而造成觀測上的誤解。

## 最初研究
HD 131399 Ab的年齡約1600萬年，質量大約是4 ± 1 MJ，表面溫度大約是850 K（577 °C）（± 50 K），因此它是至今直接影像法發現的系外行星中溫度與質量最低的系外行星之一。該行星的大氣層以近紅外線光譜（1.4-1.6 μm）觀測結果顯示有水和甲烷存在。天文學家相信HD 131399 Ab應是不太可能有生命存在的氣態巨行星。該行星被認為是「無液態水存在，並且有極為強烈的風，無固態表面；最上層大氣層以下的『降雨』是液態鐵」。
三合星系統中的中心恆星HD 131399 A被另外兩顆較輕恆星（HD 131399 B和HD 131399 C）環繞，軌道半徑300天文單位。HD 131399 B和HD 131399 C兩者以10天文單位距離相互環繞。HD 131399 Ab距離母恆星大約80天文單位。
HD 131399 Ab的軌道周期約550年。在大約四分之一個軌道週期（100至140年）之間可在一個自轉周期內同時看到三合星系統中的三顆恆星。在這段期間行星上的每一處都會受到恆星照射－當體積較大恆星下沉時，互繞的兩顆體積較小恆星升起。

## 發現
HD 131399 Ab是以欧洲南方天文台在智利甚大望远镜裝設的光譜偏振高對比度系外行星研究儀（SPHERE）發現，並且在期刊《科學》發表。曾被認為是SPHERE發現的第一顆系外行星，以及少數以直接影像法發現的系外行星。本條目訊息框中的影像部分由 SPHERE 兩次觀測的影像合成，一幅觀測該系統當中的三顆恆星，另一幅則是觀測當時被認為是該系統當中作為行星且較微弱的此星體。

## 圖集
- 三合星系統中行星運行的想像影片。
- 在HD 131399 Ab上所見三合星系統想像圖。HD 131399 A位於中央，另外兩顆位於右方遠處。